# Isabel Ginés
Isabel Ginés   (Castelló de la Plana) és una periodista, investigadora i documentalista valenciana especialitzada en el feixisme, el franquisme i memòria històrica.
Ha dirigit cinc documentals fins ara: La memòria no oblidada (2018), L'esclau del franquisme (2020), Sospirs de la terra (2020), Terra d'ideals (2020), i Cordada de presos (2021).